# We Didn't Start the Fire
Pistes de Storm Front
That's Not Her Style The Downeaster Alexa
We Didn't Start the Fire est une chanson de Billy Joel qui fait référence à une série d'évènements politiques et sociaux, de personnalités du monde politique et culturel, de films, de livres et de scandales qui ont marqué la période allant de mars 1949, l'année de naissance de Joel, à 1989, l'année de parution de la chanson.
Les évènements sont appariés au refrain disant « We didn't start the fire », littéralement « Nous n'avons pas allumé le feu ». La chanson fut un succès, atteignant la première position dans le palmarès américain.
La chanson et son clip ont été interprétés comme étant un rejet de la critique portée à l'égard de la génération de Joel, les baby-boomers, par les générations qui la précédèrent et la suivirent, cette critique les accusant d'être responsables de la plupart des problèmes du monde. Le titre de la chanson et le refrain soutiennent que le monde frénétique et turbulent dans lequel les baby-boomers ont grandi, « le feu qui brûle », existait avant eux.

## Éléments historiques auxquels se réfère la chanson
Les paroles de We Didn't Start the Fire consistent essentiellement en une liste chronologique d'évènements, de personnages et de lieux spécifiques à la période qui s'étend entre la date de naissance de Billy Joel et la parution de la chanson.

### Années 1940-50
1949
- Harry Truman devient officiellement le président des États-Unis après avoir été élu en 1948 ; précédemment il avait remplacé Franklin D. Roosevelt après sa mort.
- Doris Day actrice américaine.
- Red China alors que le Parti communiste chinois gagne la guerre civile chinoise, établissant la république populaire de Chine.
- Johnnie Ray signe son premier contrat d'enregistrement avec Okeh Records
- South Pacific, une comédie musicale, arrive à Broadway le 7 avril.
- Walter Winchell un animateur agressif de radio et journaliste reconnu pour avoir inventé les échos (courts articles).
- Joe DiMaggio, joueur de baseball américain, qui a été blessé au début de la saison et fut de retour en juin pour mener les Yankees de New York à gagner la Série mondiale.

1950
- Joe McCarthy, le sénateur des États-Unis, attire l'attention nationale et mène la campagne anticommunisme, initiant le maccarthisme.
- Richard Nixon est élu au Sénat des États-Unis.
- Studebaker, une compagnie de voiture populaire, commence sa chute financière.
- La télévision (en noir et blanc) se démocratise et devient le principal canal publicitaire.
- La Corée du Nord et la Corée du Sud s'engagent en guerre. Le 25 juin, la guerre de Corée commence au moment où la Corée du Nord attaque.
- Marilyn Monroe grimpe en popularité avec ses cinq nouveaux films dont Quand la ville dort (The Asphalt Jungle) et Ève (All about Eve), et fait une tentative de suicide à la suite de la mort de son amoureux Johnny Hyde. Monroe va par la suite, en 1954, se marier pour une brève période avec Joe DiMaggio.

1951
- Ethel et Julius Rosenberg furent condamnés pour espionnage le 29 mars. Ils ont plaidé leur innocence jusqu'au jour même de leur exécution.
- La Bombe H (H-Bomb) une arme nucléaire est en cours de développement.
- Sugar Ray Robinson, le boxeur américain, obtient le titre mondial de « middleweight ».
- Panmunjeom, village situé sur la frontière entre la Corée du Nord et la Corée du Sud, est le lieu de la trêve pour les discussions entre les partis de la guerre de Corée.
- Marlon Brando est nommé pour l'Oscar du meilleur acteur pour son rôle dans le film Un tramway nommé Désir (A Streetcar Named Desire).
- La comédie musicale Anna et le roi (The King and I), arrive à Broadway le 29 mars.
- L'Attrape-cœurs (The Catcher in the Rye), un roman de J. D. Salinger ayant soulevé la controverse, est publié.

1952
- Dwight D. Eisenhower est élu président des États-Unis avec une majorité confortable de 55 %.
- Vaccin contre la poliomyélite est testé par Jonas Salk.
- Élisabeth II succède au trône du Royaume-Uni et du royaume du Commonwealth après la mort de George VI.
- Rocky Marciano gagne contre Jersey Joe Walcott, devenant le champion poids-lourd du monde en boxe.
- Liberace a son émission de télévision.
- George Santayana, philosophe, essayiste, poète, et romancier, meurt le 26 septembre.

1953
- Joseph Staline meurt le 5 mars alors qu'il est le dirigeant de l'Union soviétique.
- Gueorgui Malenkov succède à Staline pour les 6 mois qui ont suivi sa mort.
- Gamal Abdel Nasser est le réel pouvoir derrière la nouvelle nation égyptienne en tant que ministre de l'intérieur de Mohammed Naguib.
- Sergei Prokofiev, le compositeur, meurt le 5 mars, le même jour que Staline.
- Winthrop Rockefeller érige les entreprises Winrock Enterprises et les fermes Winrock Farms au sommet de Petit Jean Mountain proche de Morrilton, en Arkansas.
- Roy Campanella, un receveur de baseball afro-américain pour les Dodgers de Los Angeles, reçoit le trophée du Meilleur joueur des Ligues majeures pour la seconde fois.
- Le Bloc de l'Est désigne les états communistes en Europe dominé par l'Union soviétique à cette époque.

1954
- Roy Cohn démissionne de son poste de conseiller en chef de Joseph McCarthy.
- Juan Perón passe une dernière année complète en tant que président de l'Argentine avant un coup d'État, en septembre 1955.
- Arturo Toscanini est à l'apogée de sa popularité en tant que chef d'orchestre, performant régulièrement avec l'Orchestre symphonique de la NBC à la radio nationale.
- Dacron, une fibre artificielle faite du même plastique que le polyester, est développée.
- Bataille de Điện Biên Phủ.  Un village du Nord-Viêt Nam tombe aux mains du Việt Minh sous Võ Nguyên Giáp, mène à la création du Nord-Vietnam et du Sud-Vietnam comme états distincts.
- Rock Around the Clock est un hit de Bill Haley & His Comets est sortie en mai, attirant un intérêt mondial pour le rock 'n' roll.

1955
- Albert Einstein meurt le 18 avril à l'âge de 76 ans.
- James Dean atteint le succès avec les films À l’est d’Éden (East of Eden) et La Fureur de vivre (Rebel Without a Cause), il est nommé pour l'Oscar du meilleur acteur, et meurt dans un accident de voiture le 30 septembre.
- Les Dodgers de Brooklyn gagnent la Série mondiale de baseball pour la seule fois avant de déménager à Los Angeles durant la saison 1957-1958.
- Davy Crockett est une série télévisée de Disney  à propos du légendaire trappeur du même nom. C'est aussi le nom d'un missile nucléaire miniature
- Peter Pan est diffusé en direct à la télévision couleur.
- Elvis Presley signe avec RCA Records le 21 novembre, commençant sa carrière pop.
- Disneyland le premier parc d'attractions de Walt Disney ouvre ses portes le 17 juillet.

1956
- Brigitte Bardot apparait dans son premier film grand public Et Dieu… créa la femme qui lui établit sa réputation internationale de sexe-symbole.
- Budapest est le site de l'insurrection contre le pouvoir communiste en Hongrie socialiste.
- Alabama est le site du boycott des bus de Montgomery qui a conduit à l'abolition des dernières lois racistes des États-Unis.
- Nikita Khrouchtchev fait le rapport Khrouchtchev dénonçant le « culte de la personnalité » de Staline le 28 février.
- La Princesse Grace Kelly lance son dernier film, Haute Société, et épouse le prince Rainier III de Monaco.
- Peyton Place, le best-seller de Grace Metalious, est publié, choquant les mœurs.
- La crise du canal de Suez éclata alors que l'Égypte nationalisa le canal de Suez le 29 octobre.

1957
- Little Rock, la capitale de l'État de l'Arkansas, est le site de manifestations ségrégationnistes, soutenues par le gouverneur Orval Faubus, qui empêchent Les neuf de Little Rock d'assister à leur cours.
- Boris Pasternak, auteur russe, publie son roman à succès Le Docteur Jivago.
- Mickey Mantle est au milieu de sa carrière de voltigeur pour les Yankees de New York.
- Jack Kerouac publie son premier roman depuis sept ans, Sur la route (On the Road) .
- Spoutnik est le premier satellite artificiel, il fut lancé par l'URSS le 4 octobre, marquant le début de la course à l'espace.
- Zhou Enlai, Premier ministre de la république populaire de Chine, survit à une tentative de meurtre.
- Le Pont de la rivière Kwaï (The Bridge on the River Kwai) sort au cinéma, c'est un grand succès critique et public.

1958
- Le Liban sombre dans une crise politique et religieuse.
- Charles de Gaulle est élu président de la République française.
- Le baseball en Californie commence alors que les Brooklyn Dodgers et les Giants de New York déménagent en Californie et deviennent respectivement les Dodgers de Los Angeles et les Giants de San Francisco. Ce sont les premières équipes de la ligue majeure à l'Ouest de Kansas City.
- Les homicides de Charles Starkweather attirent l'attention des Américains, Il tua onze personnes avant d'être capturé au Wyoming dans une énorme chasse à l'homme.
- Thalidomide : les mères ayant pris ce médicament donnèrent naissance à des enfants présentant des maladies congénitales.

1959
- Buddy Holly meurt dans un crash d'avion le 3 février avec Ritchie Valens et The Big Bopper, cette journée eu un impact dévastateur sur la culture de la jeunesse de l'époque. L'événement fut immortalisé par Don McLean comme « Le jour de la mort de la musique » dans sa chanson American Pie.
- Ben-Hur un film basé autour du Nouveau Testament et mettant en vedette Charlton Heston triomphe.
- Singes dans l'espace : Able et Miss Baker sont les premiers êtres vivants à être revenus sur Terre avec succès après avoir été envoyés dans l'espace à bord du missile Jupiter.
- La Mafia devient le principal centre d'attention du FBI et attire l'attention du public.
- Les hula-hoops atteignent des ventes de 100 millions et s'inscrivent comme de véritables phénomènes de mode dans le monde des jouets.
- Fidel Castro est au pouvoir à la suite de la révolution cubaine et visite les États-Unis plus tard durant l'année.
- Edsel : la production de cette voiture est un échec financier. Ford qui dépensa 400 millions de dollars à la développer mit fin à sa production après seulement deux ans.

### Années 1960
1960
- Lockheed U-2 : Un avion de reconnaissance U-2 fut abattu alors qu'il survolait l'URSS.
- Syngman Rhee : Fut sauvé par la CIA après avoir été forcé de démissionner de son poste de dirigeant de Corée du Sud pour avoir prétendument détourné plus de 20 millions de dollars américains.
- Payola : Des paiements illégaux pour la diffusion radiophonique de chansons, rendus publics par le témoignage de Dick Clark au Congrès des Etats-Unis.
- John F. Kennedy est élu président américain en novembre
- Chubby Checker lance le désormais célèbre Twist.
- Psychose, film culte sorti en novembre
- Crise congolaise, guerre de libération du Congo jusqu'en 1965

1961
- Ernest Hemingway se suicide le 2 juillet après un long combat contre la dépression.
- Adolf Eichmann, un Nazi recherché pour crime de guerre, est retrouvé puis capturé en Argentine. Il est secrètement amené en Israël où il est jugé pour crime contre l'humanité en Allemagne durant la Seconde Guerre mondiale, condamné, puis pendu.
- Le roman En terre étrangère (Stranger in a Strange Land) écrit par Robert A. Heinlein, est un livre à succès, traitant des thèmes de la liberté sexuelle.
- Bob Dylan : Après une critique du New York Times faite par Robert Shelton, Bob Dylan signe avec Columbia Records.
- Berlin : Le mur de Berlin, qui séparait Berlin-Ouest de Berlin-Est et du reste de la République démocratique allemande, est construit pour empêcher les citoyens de s'enfuir à l'Ouest.
- Le débarquement de la baie des Cochons : tentative vaine de États-Unis d'envahir Cuba et de renverser Fidel Castro.

1962
- Lawrence d'Arabie (Lawrence of Arabia) : film sorti le 6 décembre ayant eu un grand succès critique et commercial .
- Beatlemania : les Beatles, un groupe de pop-rock britannique devint rapidement le groupe le plus connu du monde, avec le mot « Beatlemania » utilisé par la presse pour désigner l'enthousiasme sans précédent des fans.
- University of Mississippi : James Meredith joint l'University of Mississippi.
- John Glenn : Le premier américain à accomplir complètement une mission orbitale le 20 février.
- Sonny Liston bat Floyd Patterson pour le titre de champion du monde de la boxe pour les poids lourds le 25 septembre.

1963
- Le pape Paul VI est élu au pontificat.
- Malcolm X fit une déclaration controversé par rapport à l'assassinat de John F. Kennedy qui amena la Nation of Islam à le censurer.
- L'Affaire Profumo : Le Ministre de la Guerre, John Profumo, a une liaison avec une callgirl.
- Assassinat de John F. Kennedy : Le président des États-Unis, John F. Kennedy, est assassiné le 22 novembre pendant une tournée électorale à Dallas.

1965
- Contraception
- Hô Chi Minh

1968
- Richard Nixon, qui remporte l'élection présidentielle américaine.

1969
- Moonshot : Apollo 11, la première mission spatiale à avoir emmené des humains sur la Lune.
- Woodstock : Festival de Woodstock, populaire concert rock qui devint synonyme de la culture hippie des années 1960.

### Années 1970
1974
- Watergate :  Scandale du Watergate. Deux journalistes du Washington Post, Carl Bernstein et Bob Woodward, revèlent des informations sur le financement de la campagne électorale de Nixon en 1972. Ce scandale mènera, le 9 août 1974, à la démission de Richard Nixon.
- Punk rock : En réaction au rock progressif du début des années 1970, de nouveaux groupes émergent, tels The Ramones (fondé en 1974) et les Sex Pistols (fondés un an plus tard).

1976
- Palestine : Le conflit israélo-palestinien s'envenime lorsque les Israéliens établissent des colonies en Cisjordanie.
- Détournement d'avion : De nombreux avions sont détournés, en particulier le vol Air France 139, conduisant au raid d'Entebbe, mené en Ouganda par Tsahal.

1977
- Menahem Begin devient Premier ministre israélien.
- Ronald Reagan, ex-Gouverneur de Californie, commence sa deuxième campagne pour les primaires républicaines en 1976.

1979
- Ayatollahs en Iran : Lors de la révolution iranienne, le Shah, soutenu par l'Occident, est renversé et l'ayatollah Rouhollah Khomeini gagne du pouvoir après des années d'exil. L'Iran devient une république islamique.
- Invasion soviétique en Afghanistan : Le 24 décembre 1979, les troupes soviétiques pénètrent en Afghanistan. La guerre durera jusqu'en 1989.

### Années 1980
1983
- La Roue de la fortune (Wheel of Fortune), un jeu télévisé qui eut un grand succès, a été le programme de télévision le mieux coté depuis 1983.
- Sally Ride devient la première femme américaine à voyager dans l'espace.
- Heavy metal, suicide : dans les années 1980, Ozzy Osbourne, le groupe Metallica et le groupe Judas Priest furent trainés en justice par des parents qui accusèrent les musiciens de cacher des messages subliminaux pro-suicide dans leur musique.
- Balance commerciale (Trade deficit) : déficit monétaire important et persistant aux États-Unis.
- Les vétérans de la guerre du Viêt Nam sans abri : des vétérans de la guerre du Viêt Nam, incluant plusieurs ex-militaires handicapés, sont signalés comme étant sans abris et indigents.
- Le sida : une série de symptômes et d'infections chez les humains résultant d'une déficience du système immunitaire causé par le Virus de l'immunodéficience humaine (VIH).
- Le crack, une drogue populaire durant la deuxième moitié des années 1980.

1984
- Bernie Goetz (en) : Le 22 décembre, Goetz fit feu sur quatre jeunes hommes qui disait-il l'ont menacé dans un métro new-yorkais. Goetz fut accusé de tentative de meurtre mais fut acquitté de ses poursuites bien que condamné pour port d'arme à feu non enregistrée.

1988
- La marée de seringues : Des déchets médicaux sont trouvés sur les plages du New Jersey, Long Island et Connecticut après avoir été illégalement largués à la mer.

1989
- Loi martiale de la Chine : le 20 mai, la Chine déclare la loi martiale, permettant d'utiliser la force pour mettre fin aux manifestations de la place Tian'anmen.
- La guerre du Cola entre les deux géants du marché des boissons gazeuses, Coca-Cola et Pepsi.

## Parodies et références culturelles
Cette chanson est aussi parodiée, reprenant le thème principal de la musique originale.
- Les stars d'internet sont virales (The internet stars are virals) est une vidéo qui reprend les évènements les plus marquants d'Internet, créée par le site internet Cakke.
- In 2007 est une vidéo publicitaire qui retrace les évènements les plus marquants de 2007, elle a été créée par JibJab.
- We Didn't Start the Flame War est une vidéo d' avril 2009 qui parodie les commentaires laissés par les internautes sur le net.
- Commodore 64 est une vidéo de mars 2014 créée par le Joueur du Grenier listant plusieurs jeux érotiques.
- Jimmy Fallon et les stars des Avengers À l'occasion de la sortie du film Avengers: Endgame, l'animateur Jimmy Fallon et plusieurs vedettes de l'univers cinématographique Marvel parodient la chanson en reprenant les personnages et moments-clés des dix dernières années.
- Le personnage de Dwight parodie la chanson dans l'épisode 4 de la saison 2 de la série The Office.
- Les Personnages de Ciné est une parodie créée par le vidéaste LinksTheSun pour citer les meilleurs personnages de cinéma.
- Dans son spectacle No Refunds de 2007, à la septième minute, l'humoriste satirique Doug Stanhope place une référence à ladite chanson, évoquant une anecdote de nuit passée dans un hôtel où cette “musique dans la tête” (entre autres) l'empêchait particulièrement de trouver le sommeil.
- The Wii Didn't Start the Fire, par PopeFriction, retrace l'histoire du jeu vidéo.
- En 2023, le groupe Fall Out Boy a sorti une reprise "actualisée" de la chanson originale, reprenant des évènements se déroulants des années 1989 à 2023
- En 2024, le groupe Noir Silence a sorti une reprise "québécoise actualisée" en français de la chanson originale, reprenant des évènements se déroulant entre les années 1993 et 2024 afin de souligner les 30 ans d'existence du groupe. Vidéoclip